# Bibliothèque universitaire de Kiel

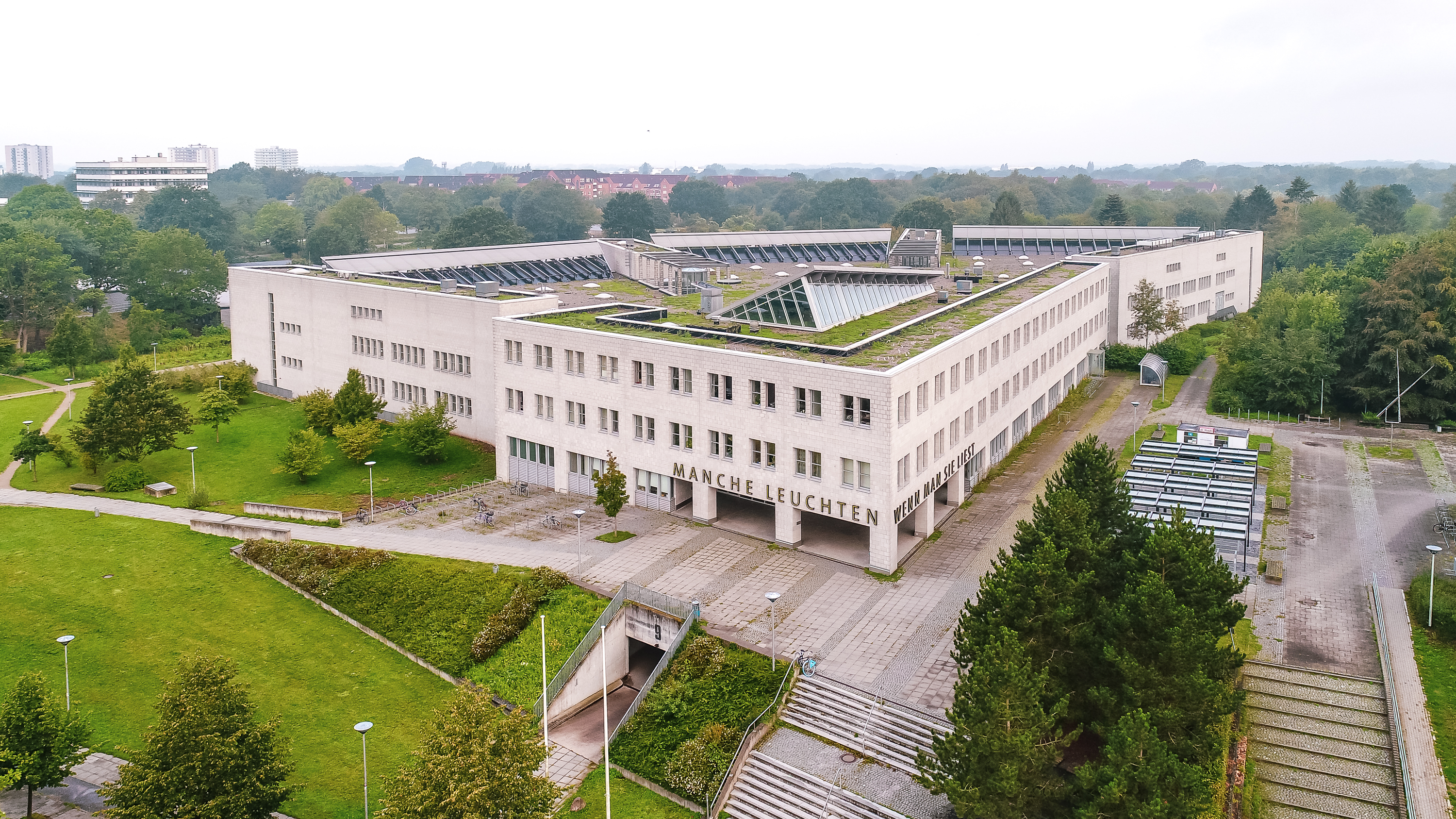
« Certains brillent quand on les lit » – vue aérienne de la bibliothèque universitaire du CAU, Leibniz-Straße.

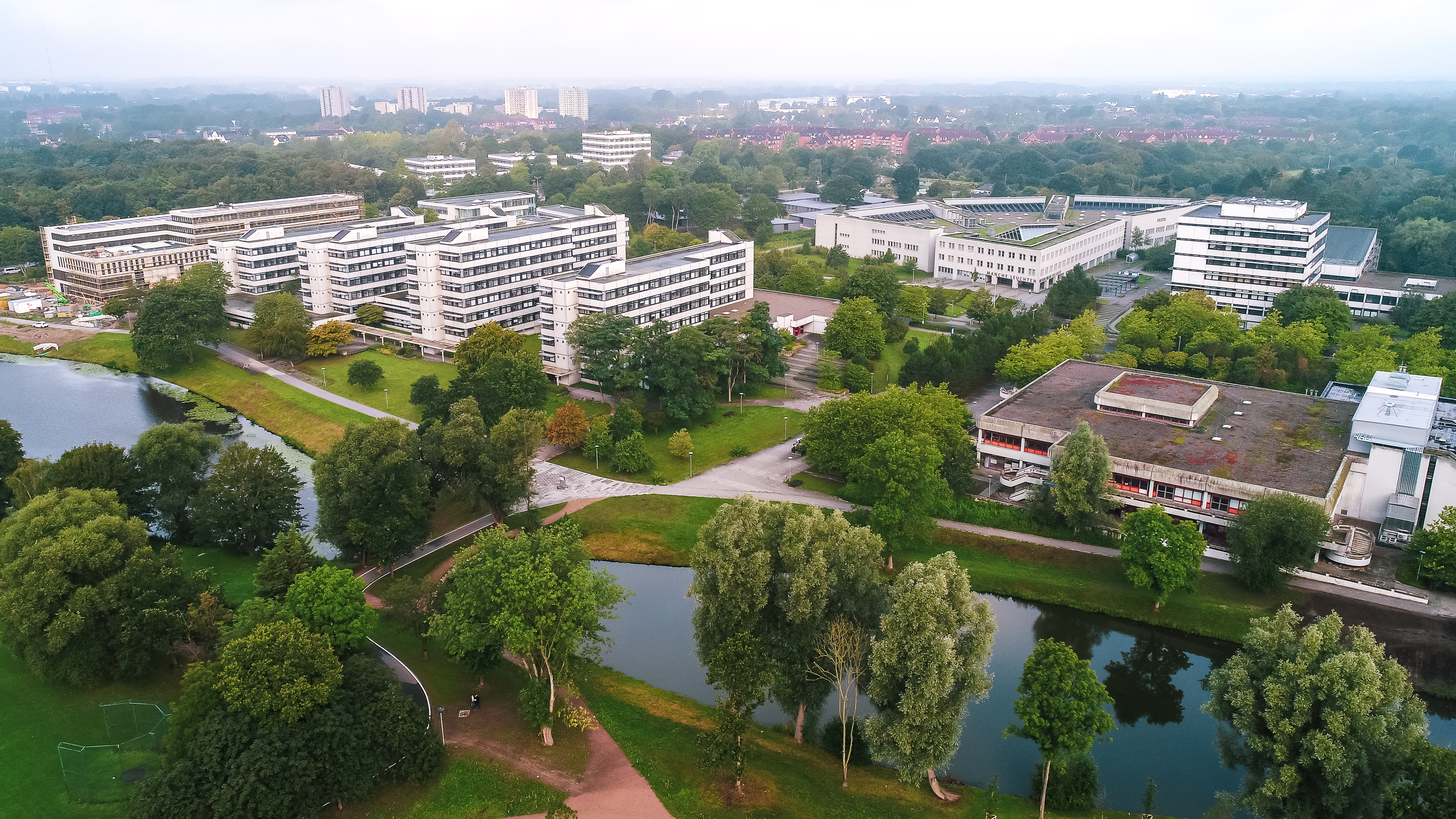
Instituts situés rue Leibniz, cafétéria et bibliothèque universitaire.

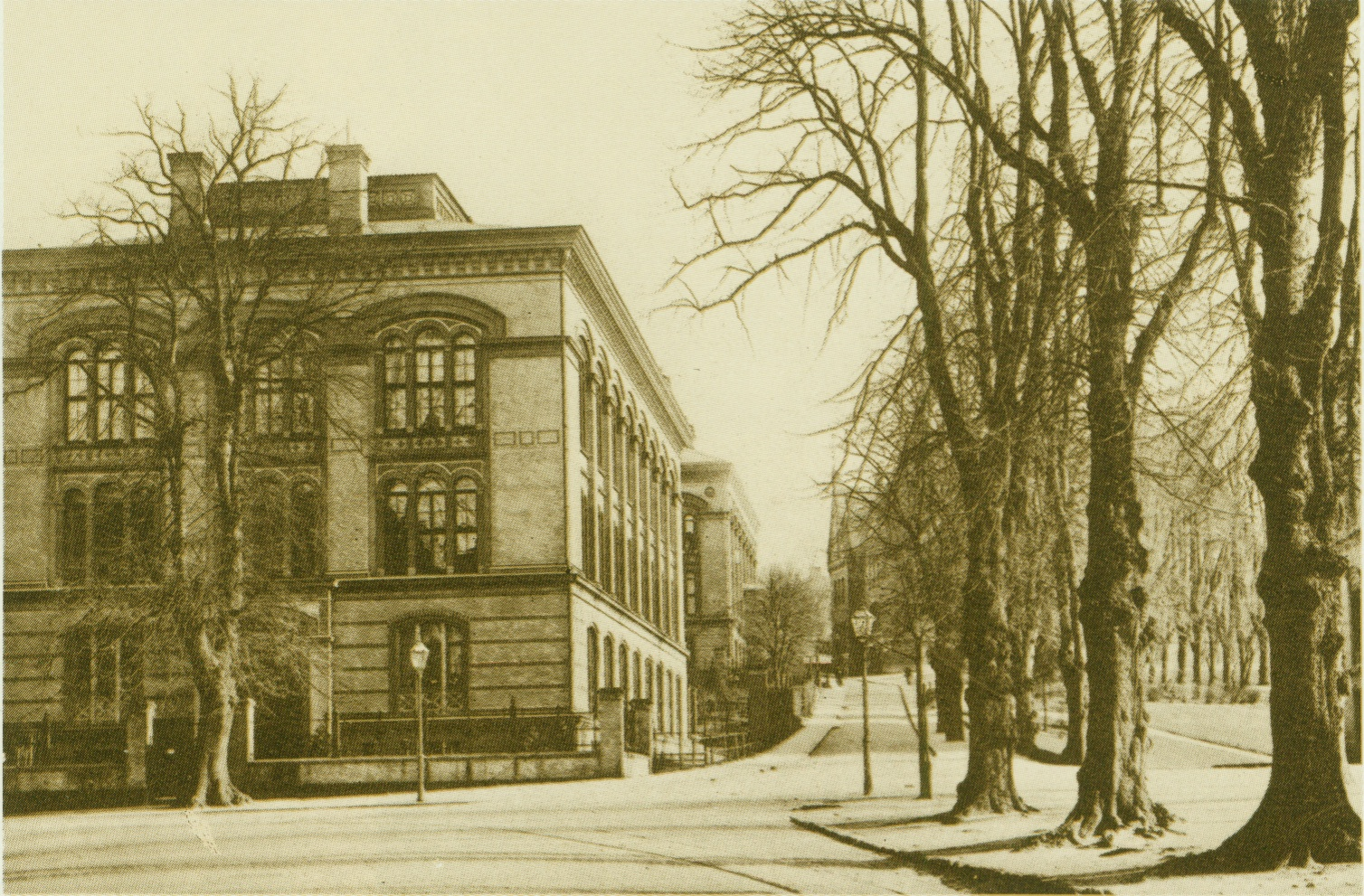
Bibliothèque universitaire (1893)

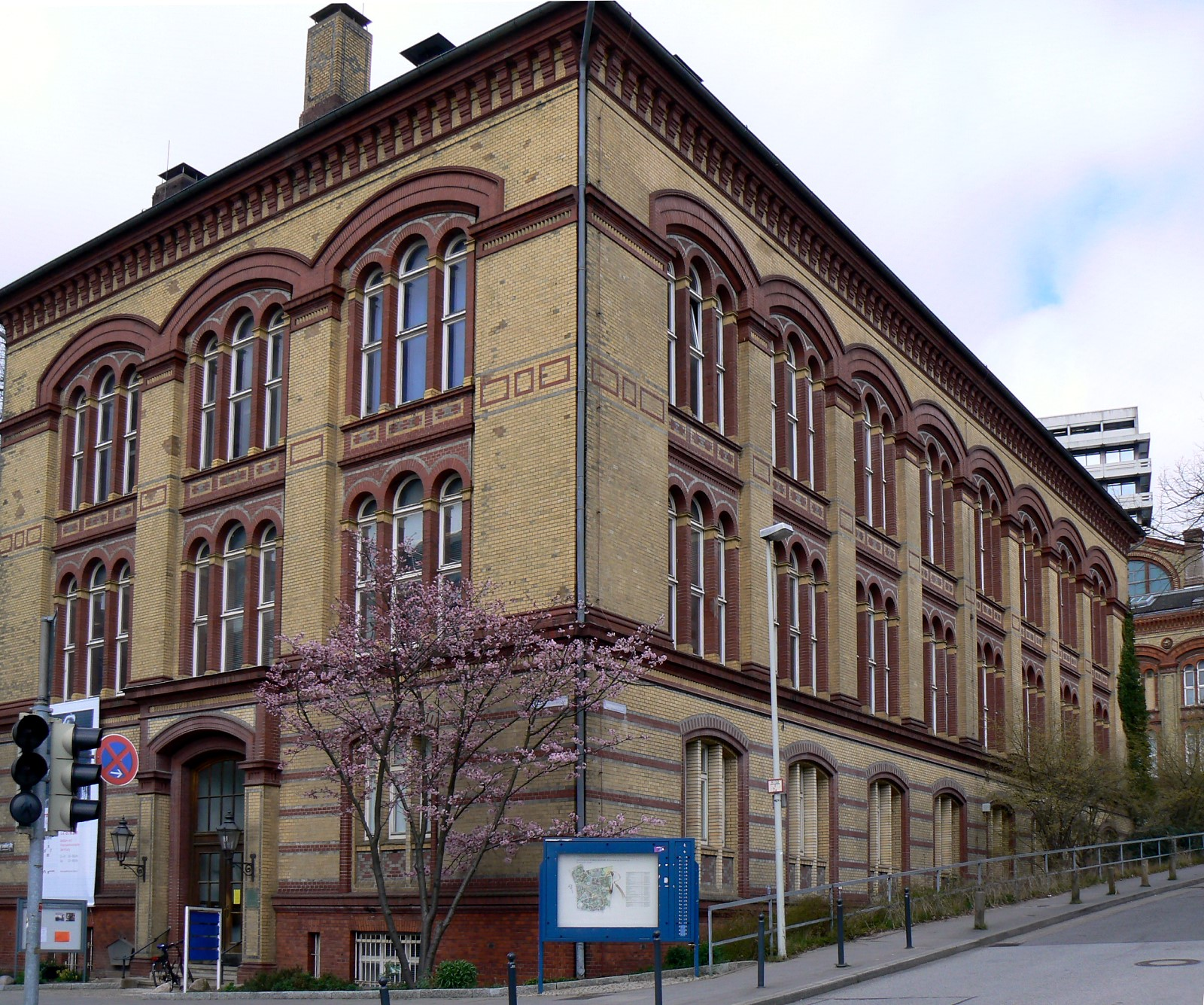
Ancien service médical de la Brunswiker Straße

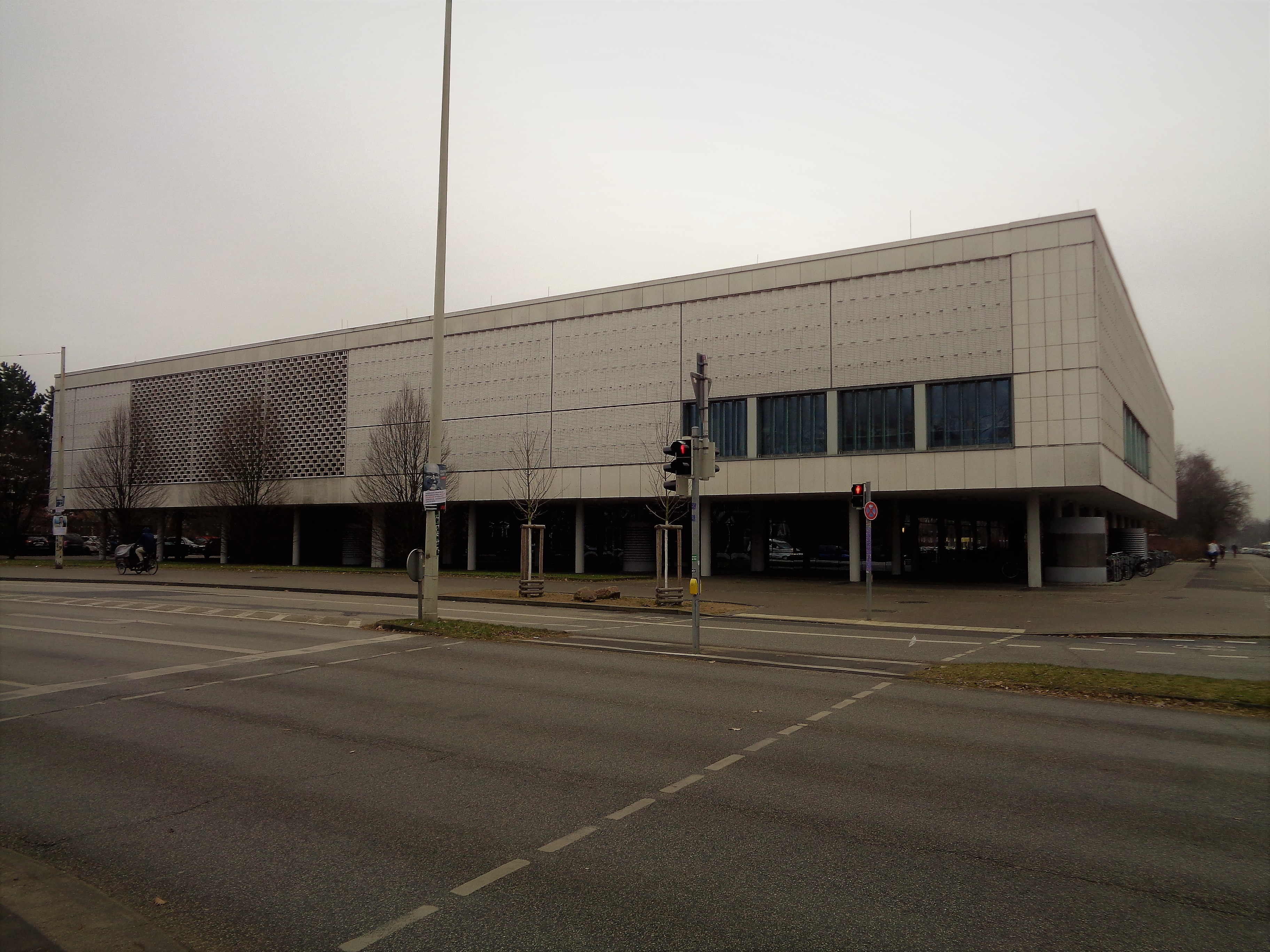
Ancien bâtiment principal de la bibliothèque universitaire, Westring 400

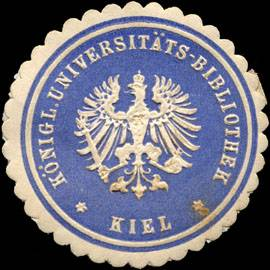
Sceau officiel de la bibliothèque universitaire de l'époque prussienne

La bibliothèque universitaire de Kiel, avec la bibliothèque centrale et 43 bibliothèques spécialisées, est la bibliothèque universitaire et une installation centrale de l'Université Christian-Albert de Kiel.
Il s'agit de la plus grande bibliothèque du Schleswig-Holstein (de), avec une collection totale d'environ 4,58 millions de volumes (2016). Une bonne moitié de ceux-ci (environ 2,48 millions de volumes) se trouvent dans les départements de la bibliothèque centrale. Par ailleurs, la bibliothèque universitaire possède actuellement 6 115 revues imprimées et 35 332 revues électroniques.
La bibliothèque est fondée en 1665 en collaboration avec l'Université de Kiel, sur la base de la bibliothèque de l'abbaye de Bordesholm (de). C'est également pour cette raison que la bibliothèque universitaire de Kiel abrite des manuscrits médiévaux et des gravures anciennes.

## Histoire
Après la fondation de la bibliothèque universitaire en 1665, sur ordre du duc de Gottorf Christian-Albert, elle reçoit comme base les manuscrits et les gravures du lycée princier, créé vers 1550 dans l'abbaye dissous des chanoines augustins (de) de Bordesholm et abandonné en faveur de l'université en 1665, qui constituent encore aujourd'hui les fonds les plus anciens. Fin du XVIIIe siècle, elle est déjà l’une des bibliothèques les plus importantes du Saint-Empire. Au milieu du XIXe siècle, la bibliothèque se trouve au château de Kiel. Le bibliothécaire de longue date Henning Ratjen (de) fait déplacer la bibliothèque universitaire des pièces supérieures vers les pièces inférieures du château en 1834 et réorganise la bibliothèque en 1838 après l'incendie du château et de la chapelle du château.
En 1884, la bibliothèque universitaire reçoit pour la première fois un bâtiment de bibliothèque construit uniquement dans le système des magasins sur la base des plans de l'architecte Martin Gropius sous la direction d'Emil Steffenhagen, qui est agrandi en 1907. Cependant, celui-ci est détruit pendant la Seconde Guerre mondiale, entraînant la perte d'environ la moitié des quelque 500 000 volumes. Après la guerre, l'université, à l'exception de l'hôpital universitaire, est transférée sur le site de l'Olshausenstraße. En 1966, la bibliothèque universitaire reçoit un nouveau bâtiment à Westring, tandis que le département médical reste dans l'ancienne bibliothèque universitaire. Le nouveau bâtiment se révèle vite trop petit, c'est pourquoi, en 1987, une succursale du département des sciences naturelles est fondée sur la Heinrich-Hecht-Platz.
En 2001, un nouveau bâtiment sur la Leibnizstraße est mis en service et le département des sciences naturelles est réuni avec les autres départements. Depuis lors, outre le bâtiment principal de la Leibnizstraße, se trouvent le département médical de l'hôpital universitaire, qui déménage en 2012 de son ancien site de la Brunswiker Strasse vers des locaux modernisés et plus grands de la Breiten Weg, ainsi que le département des sciences de l'ingénieur dans le bâtiment de la faculté de technologie sur la rive Est, dans la Kaiserstraße. Aujourd'hui, seule une partie du stock de l'entrepôt se trouve dans le bâtiment situé près de Westring. Le bâtiment est également utilisé par l'Institut des sciences sociales comme bâtiment de séminaires et de bureaux.
Au XIXe siècle, des bibliothèques spécialisées sont créées avec la création de séminaires et d'instituts. En 1973, la loi sur l'université d'État (de) créé la bibliothèque universitaire en tant qu'institution centrale. Les bibliothèques spécialisées deviennent ainsi partie intégrante de la bibliothèque universitaire. Auparavant, elles étaient sous l'administration des séminaires et des instituts.
Les directeurs à plein temps de la bibliothèque universitaire de Kiel sont : Emil Julius Hugo Steffenhagen (1875-1903), August Wetzel (de) (1903-1907), Johann Frantz (de) (1907-1924), Christoph Weber (de) (1924-1935), Herbert Oberländer (de) (1937- 1944), Heinrich Grothues (de) (1946-1956), Friedrich-Adolf Schmidt-Künsemüller (de) (1959-1975), Günther Wiegand (de) (1975-2003), Else Maria Wischermann (2003-2017). La directrice actuelle est Kerstin Helmkamp.

## Position
Le département principal de la Bibliothèque centrale est situé Leibnizstraße 9, en face du Centre de physique, dans la partie nord du campus. Il est nouvellement construit en 2001. Dans la zone d'entrée se trouve un hall d'entrée spacieux d'où rayonnent trois segments. Le bâtiment de deux étages est construit par l'entreprise de construction Bilfinger Berger. Au-dessus de l'entrée principale se trouve la légende « Certains brillent quand on les lit » qui est tirée du roman Les Nourritures terrestres (1897) d'André Gide. Le jardin botanique (de) et une cafétéria se trouvent dans les environs.
Le département d'ingénierie est situé à la Kaiserstrasse 2, sur le terrain de la Faculté d'ingénierie, sur la rive est du fjord. Le chantier naval HDW est situé à proximité.

## Particularités

### Manuscrits et incunables (sélection)
- Lamentation de la Vierge Marie de Bordesholm (de)
- Bible de Lübeck (1494) (de)
- Prologus Arminensis (de)

### Vifanord
En collaboration avec la bibliothèque universitaire de Greifswald et la bibliothèque d'État et universitaire de Basse-Saxe à Göttingen, la bibliothèque universitaire de Kiel gère la bibliothèque spécialisée virtuelle Vifanord (de). Vifanord rassemble la littérature et les résultats de recherches des États scandinaves et de la région de la mer Baltique.